# Ahmed Bader Magour
Ahmed Bader Magour (ur. 3 marca 1996) – katarski lekkoatleta specjalizujący się w rzucie oszczepem.
W 2016 reprezentował Katar na igrzyskach olimpijskich w Rio de Janeiro, podczas których zajął 30. miejsce w eliminacjach i nie awansował do finału. W 2017 zdobył złoty medal igrzysk solidarności islamskiej, a także srebrny medal mistrzostw Azji.
Rekord życiowy: 85,23 (13 czerwca 2017, Turku) rekord Kataru.

## Osiągnięcia
| Rok  | Impreza                          | Miejsce        | Pozycja           | Wynik |
| ---- | -------------------------------- | -------------- | ----------------- | ----- |
| 2016 | Igrzyska olimpijskie             | Rio de Janeiro | el. – 30. miejsce | 77,19 |
| 2017 | Igrzyska solidarności islamskiej | Baku           | 1. miejsce        | 83,45 |
| 2017 | Mistrzostwa Azji                 | Bhubaneswar    | 2. miejsce        | 83,70 |
| 2017 | Mistrzostwa świata               | Londyn         | 10. miejsce       | 81,77 |